# 26252 Chase
26252 Chase è un asteroide della fascia principale. Scoperto nel 1998, presenta un'orbita caratterizzata da un semiasse maggiore pari a 2,2194436 au e da un'eccentricità di 0,2135840, inclinata di 5,40230° rispetto all'eclittica.